# Drobna niedogodność
Drobna niedogodność (ang. One Small Hitch) – amerykańska komedia romantyczna z 2012 roku.
Film niskobudżetowy, należący do produkcji z rodzaju indie movies. jest to pełnometrażowy debiut reżyserski Johna Burgessa. Prace nad nim trwały w latach 2009–2012. Powstał na podstawie scenariusza Dodego B. Levensona. Za zdjęcia odpowiedzialna była Tari Segal.
Film kręcony był jesienią 2010 roku w Chicago i Los Angeles, a wyprodukowano go w 2012 roku. Pierwsze pokazy filmu miały miejsce na amerykańskich festiwalach kinematografii niezależnej w 2012 roku. Premierę światową miał na początku 2013 roku. Powstał w oparciu o finansowanie własne ze strony reżysera oraz dzięki hojności sponsorów. Minimalny budżet filmu wyniósł 500 000 dolarów amerykańskich. W Europie emitowany od 2013 roku, głównie jako film telewizyjny (HBO, M6, Sky).

## Opis
Film przedstawia perypetie dwójki młodych Amerykanów znających się od dzieciństwa – Molly Mahoney i Josha Shiffmana. Dziewczyna pochodzi z rodziny katolickich Irlandczyków, a chłopak jest Żydem. Bohaterów poznajemy w dniu, w którym mają odbyć podróż z Los Angeles do Chicago, aby wziąć udział w ślubie matki Molly, Doreen Mahoney i jej partnera Arta Burke’a. Wesele ma odbyć się w domu Shiffmanów.
Josh jest najlepszym przyjacielem Seana Mahoneya, starszego brata Molly. To typ kobieciarza, który właśnie rozstał się ze swoją dziewczyną Alexis. Ta miała plany matrymonialne wobec niego więc ją porzucił. Przed podróżą w oczekiwaniu na samolot Josh znajduje sobie okazję do kolejnego podboju miłosnego. Wdaje się we flirt z atrakcyjną Risą. Molly w tym samym czasie zrywa związek ze swoim chłopakiem Lance’em, gdyż odkrywa, że ten jest żonaty. Przygnębiona chowa się w toalecie, aby się wypłakać. Tam pociesza ją przypadkowo spotkana stewardesa, która daje jej tabletkę ecstasy.
Molly i Josh spotykają się w kawiarni na terenie portu lotniczego LAX w Los Angeles. Josh jest zmuszony zakończyć zabiegi o względy Risy, aby zająć się odurzoną przez narkotyk Molly. Przed odlotem samolotu, na lotnisku, dowiaduje się z rozmowy telefonicznej, że jego ojciec jest nieuleczalnie chory. W czasie rejsu lotniczego nakłania Molly, aby na czas pobytu w rodzinnym mieście, przez kilka dni zgodziła się udawać jego narzeczoną. W ten sposób chce uszczęśliwić umierającego Maxa Shiffmana, którego życzeniem jest poznać przed śmiercią przyszłą synową. Po przylocie do Chicago niespodziewanie okazuje się, że rodzice i krewni są zachwyceni wiadomością o związku Molly i Josha. Na lotnisku O’Hare organizują dla nich uroczyste powitanie. Udawanie narzeczonych przed najbliższymi okazuje się dla obojga głównych bohaterów trudnym wyzwaniem.

## Główne role
- Shane McRae jako Josh Shiffman
- Aubrey Dollar jako Molly Mahoney
- Daniel J. Travanti jako Max Shiffman
- Janet Ulrich Brooks jako Frieda Shiffman
- Mary Jo Faraci jako Doreen Mahoney
- Ron Dean jako Art Burke
- Robert Belushi jako Sean Mahoney
- Rebecca Spence jako Carla Mahoney
- Heidi Johanningmeier jako Giselle Brousard

## Muzyka
Za ścieżkę dźwiękową do filmu odpowiedzialny był kompozytor Cody Westheimer. W filmie wykorzystano utwory muzyczne m.in. Capital Cities, Immanu El i The Civil Wars. Głównym motywem muzycznym jest piosenka Bena Rectora White Dress.
W jednej ze scen filmu wystąpiła afroamerykańska piosenkarka Erin Martin, która zaśpiewała i wykonała na gitarze utwór One Day.

## Nagrody

### 2012
- California Independent Film Festival – nagroda Best Picture Comedy

### 2013
- Cinequest Film Festival – nagroda Best Picture Comedy
- Sedona International Film Festival – nagroda Best Picture Comedy
- Omaha Film Festival – nagroda Best Feature Film
- Laugh Or Die Comedy Festival – nagroda Best Director
- Stony Brook Film Festival – nagroda Best Director
- Los Angeles Comedy Festival – nagroda Best Screenplay
- Hollywood Reel Independent Film Festival – nagroda Best Production Design